# ミンダナオ海
ミンダナオ海（ミンダナオかい、英語: Mindanao Sea）またはボホール海 (ボホールかい、Bohol Sea) は、フィリピン中部のビサヤ諸島内のレイテ島や、ボホール島と南部のミンダナオ島との間に広がるフィリピンの海である。
海域は、スリガオ海峡の東にフィリピン海、ネグロス島とサンボアンガ半島間の西にスールー海、北にはカモテス海と繋がっている。大型鯨類の回復が見られており、現代のアジアでは唯一シロナガスクジラが定期的に見られ始めている海域でもある。

## 主な島
- カミギン島
- シキホル島
  - それぞれが1つの州になっている。

- ホワイト島

## 沿岸の主要都市
- カガヤン・デ・オロ
- イリガン
- ブトゥアン
- ドゥマゲテ
- オザミス
- タグビララン

座標: 北緯9度 東経124度 / 北緯9度 東経124度